# Olaf Fønss
Olaf Holger Axel Fønss (17. oktober 1882 i Aarhus – 3. november 1949 på Frederiksberg) var en dansk skuespiller, filminstruktør, filmproducer, filmcensor og en af Danmarks og Tysklands største stumfilmstjerner. Han var storebror til Johannes og Aage Fønss.

## Liv og karriere
Fønss var søn af skolebestyrer og organist Vilhelm Lars Clemens Fønss og hustru Henriette Volffine Mathea Fønss, født Zimmermann.
Fønss debuterede i 1903 i en rolle på Dagmarteatret i København. Efter nogle år på Dagmar, tog han kortvarigt til Kasino-Teatret i Aarhus og derfra til Betty Nansen Teatret. Men han opnåede aldrig rigt succes som teaterskuespiller. Hans sidste optræden på teateret var i 1932 på Folketeatret.
I filmen havde han en del mere succes med hans virke. Han debuterede i 1912 som filmskuespiller, men det var med hans hovedrolle i den klassiske danske stumfilm fra 1913 Atlantis fra Nordisk Film der gav ham gennembruddet og gjorde ham berømt, især i Tyskland. Hans rolle som en skør-videnskabsmand / monster i den tyske film Homunculus serie, var også meget succesfuld. I hans senere år engagerede Fønss sig i politik hvilket bl.a. udmøntede sig i at han instruerede to film for Socialdemokratiet. Han var præsident for Dansk Skuespillerforbund fra 1933-1947 og var censor ved Statens Filmcensur i 14 år.
Som forfatter udgav han i årene 1928-1949 en roman, en digtsamling og flere teaterbøger med erindringer, karakteristikker og interviews, samt bindet, Filmserindringer gennem 20 Aar, fra 1930 efterfulgt af erindringerne fra hans tyske filmkarriere, Krig, Sult og Film (Filmserindringer gennem 20 Aar. II Bind) fra 1932.

## Filmografi

### Som skuespiller
- Vask, videnskab og velvære (1932)
- Die Seltsame Vergangenheit der Thea Carter (1929) ... (International: engelsk titel: The Unusual Past of Thea Carter)
- Ich lebe für Dich (1929) ... (International: amerikansk titel: Triumph of Love)
- Die Waise von Lowood (1926) ... (International: engelsk titel: Orphan of Lowood)
- Spitzen (1926)
- Vajsenhusbarn (1926)
- Fra Piazza del Popolo (1925)... (International: britisk titel: 'Mists of the Past)
- Das Unbekannte Morgen (1923) ... (International: engelsk titel: The Unknown Tomorrow)
- Das Indische Grabmal: Die Sendung des Yoghi (1921) ... (International: amerikansk titel: The Indian Tomb: Part I, the Mission of the Yogi)
- Ehrenschuld (1921)
- Der Gang in die Nacht (1921) ... (International: amerikansk titel: The Dark Road)
- Elskovs Magt (1921)
- Hendes Fortid (1921)
- Das Indische Grabmal: Der Tiger von Eschnapur (1921) ... (International: amerikansk titel: The Indian Tomb: Part II, the Tiger of Bengal)
- Munkens Fristelser (1921)
- Bajadser (1919)
- Præsten fra Havet (1918)
- Dommens Dag (1918)
- Du skal ære - (1918)
- Hævneren (1918)
- Lægen (1918)
- Fangen fra Erie Country Tugthus (1918)
- Gengældelsens Ret (1917)
- Homunculus (1916)
- Selskabsdamen (1916)
- Verdens Undergang (1916) ... (International: amerikansk titel: The End of the World)
- Gentlemansekretæren (1916)
- Syndens Datter (1916)
- Hendes Ungdomsforelskelse (1916)
- Homunculus, 3. Teil – Die Liebestragödie des Homunculus (1916)
- Homunculus, 4. Teil – Die Rache des Homunculus (1916)
- Homunculus, 5. Teil – Die Vernichtung der Menschheit (1916)
- Homunculus, 6. Teil – Das Ende des Homunculus (1916)
- Cowboymillionæren (1915)
- Lille Teddy (1915)
- Den hvide Rytterske (1915)
- Ned med Vaabnene! (1914) ... (International: amerikansk titel: Down with Weapons)
- Af Elskovs Naade (1914)
- En stærkere Magt (1914)
- Atlantis (1913)
- Under Mindernes Træ (1913)
- Zigeunerorkestret (1912)
- Bryggerens Datter (1912)
- Dødsridtet (1912)

### Som instruktør
- Hævneren (1919)
- Samvittighedskvaler (1920)
- B.T.'s amatørfilm (1923)
- Den store Dag (1930)
- Under den gamle fane (1932)